# Peter Starling
Owen Peter Charles Starling (ur. 15 sierpnia 1925 w Norwich, zm. 8 grudnia 1984 tamże) – brytyjski gimnastyk, uczestnik Igrzysk Olimpijskich w 1952 w Helsinkach i Igrzysk Olimpijskich w 1950 w Rzymie. Na igrzyskach olimpijskich w Helsinkach zajął 167. miejsce w wieloboju gimnastycznym. Najlepszym wynikiem w pojedynczej konkurencji była 146. lokata w skoku. Na igrzyskach olimpijskich w Rzymie zajął 126. miejsce w wieloboju gimnastycznym. Najlepszym wynikiem w pojedynczej konkurencji była 105. lokata w skoku.